# Полков, Степан
Степан Полков (ум. вероятно в 1681—1682) — русский дипломат третьей четверти XVII века; дьяк. Участник посольства в Великое герцогство Тосканское 1659—1660 годов, переговоров с Речью Посполитой, посольства в Западную Европу 1680—1682 годов.

## Посольство в Тоскану
В 1659 году, ещё в бытность свою подьячим Поместного приказа, участвовал в посольстве дворянина Василия Лихачёва с дьяком Иваном Фоминым в Великое герцогство Тосканское. Получив 23 июня 1659 года указ о посольстве, они выехали из Москвы 8 июля через Переславль, Ярославль и Вологду, прибыли 17 августа в Архангельск, взяли из тамошних доходов 500 ефимков на посольство, как было приказано им в Москве, да для бережения государевой соболиной казны целовальника. По совершении молебствия в Соборной Преображенской церкви посланники 22 сентября на данных воеводой баркасах, в сопровождении стрельцов под начальством головы и сотника, подошли к отправлявшимся в море английским кораблям, но только 24 сентября вышли в море. 26 сентября они лишились одного из спутников (умер переводчик Тимофей Топоровский). 3 декабря посланники были в Гибралтарском проливе, 1 января 1660 года у Балеарских островов, в ночь на 4 января были у острова Сардиния, а днём у острова Корсика, а уже 5 января были в Ливорно, а оттуда прибыли в Пизу, где на 12 января назначена была аудиенция у герцога Тосканского Фердинанда.
В день приёма, когда за ними пришёл «пристав», посланный от герцога, и объявил о цели своего прихода, то, уверившись предварительно, что других послов не было, они двинулись во дворец. По обычаю того времени, существовавшему в Русском царстве при посольском деле, впереди шёл, как подьячий, Степан Полков, неся пред собой государеву грамоту, возле него «немцы» несли «любительные поминки» — подарки флорентийскому герцогу от царя, состоявшие из шкур богатых соболей. Когда посланники предстали пред герцогом, дьяк Иван Фомин взял грамоту из рук Полкова, а дворянин Василий Лихачёв прочёл её. Когда после приёма был обед, то за обедом они узнали, что Фердинанда уже нет в Пизе, что он уехал во Флоренцию, куда нужно было ехать и посольству. На аудиенции в Пизе посланники благодарили за «учиненное в 1657 году российскому посольству (Чемоданову и дьяку Постникову) вспомоществование», а также объявили, что государь не только дозволяет подданным Фердинанда иметь торговые сношения с Архангельском, но и приезжать в Москву; просили посланники, чтобы им было дозволено за государев счёт купить во Флоренции товары, но чтобы отпущены они были беспошлинно.
13 января посланники прибыли во Флоренцию и были торжественно встречены за городом. По приезде во Флоренцию они получили известие, что они должны будут представляться герцогине и герцогу-сыну; отказываясь от аудиенции за неимением инструкции от своего правительства, посланники согласились на неё; но только тогда, когда герцог написал письмо, в котором указывал на обычай других иностранных посольств и на предыдущее русское посольство Чемоданова и Постникова. Перевод был сделан Степаном Полковым совместно с присланным переводчиком герцога и 19 января они были на приёме. 25 января посвящено было осмотру города, 14 февраля они были на прощальной аудиенции, а на 15 февраля назначен был отъезд.
17 февраля посланники были в Болонье. Проехав через Пьяченцу, они 23 февраля прибыли в Милан и, остановившись здесь, на другой день послали Степана Полкова в сопровождении толмача Плетникова к Миланскому наместнику с проездными грамотами. Наняв 26 февраля подводы, они выступили. Далее путь шёл через Швейцарию, Сен-Готард, Люцерн, Базель, где тотчас по прибытии они отправили к курфюрсту с проездными государевыми грамотами Степана Полкова. Курфюрст прислал к посланникам с Полковым двух доверенных своих лиц, которые объявили, что им нужно будет двигаться дальше Рейном. 27 марта прибыли в Амстердам, где, тотчас по прибытии, послали Степана Полкова просить принять их в город и дать двор для стоянки. 28 апреля они выехали в море. Приехав в Архангельск, они 7 июня писали о своём приезде к воеводе стольнику Ивану Милославскому, а 10 июня были в Холмогорах и с Холмогор послали известие в Москву. Прибыв в Москву, они представили государю грамоту (от 24 февраля) герцога Тосканского, в которой он благодарил за присылку посольства и за полученные дары.

## Перегороворы с Речью Посполитой
В 1662 году Полков вместе с генерал-поручиком Вильямом Драммондом и с подьячим Долгово участвовал в съезде в Красном. Целью этого съезда был размен пленными, но, как известно, съезд не увенчался успехом.
27 февраля 1668 года Полков послан был гонцом в Варшаву довести до сведения Польского короля об измене гетмана Ивана Брюховецкого. 14 января 1671 года Полков послан был опять гонцом в Варшаву, чтобы уведомить короля о мирном договоре, заключённом Москвой с крымцами; в мае, возвратившись в Москву, Полков представил государю, в свою очередь, грамоту от короля с жалобами на гетмана Петра Дорошенко.
17 марта 1674 года, в день государевых именин, Полков был пожалован из подьячих в дьяки, и стал находиться в Посольском приказе и в тот же день назначен в состав Андрусовского 2-го съезда для заключения вечного мира. Много времени ещё прожили послы в Москве и лишь 10 июня выехали; но съезды начались только 16 сентября и продолжались вплоть до нового года. Переговоры уполномоченных с той и другой стороны велись с особенной осторожностью, но остались без результатов. Поляки, несмотря на затруднительное своё положение вследствие войны с турками, не переставали требовать возвращения Киева и других городов, только что завоёванных Россией, на что русские не могли согласиться. 31 декабря решено было составить запись не нарушимо хранить первый Андрусовский договор.

## Дальнейшая деятельность
Сделавшись дьяком Посольского приказа, Полков за это время был дьяком и в Приказах, связанных с ним (Новгородский, Малороссийский и др.). Дьяком Посольского приказа Полков был вплоть до своего назначения дьяком при воеводе в Ярославль (около июня 1675 года). В конце 1675 года он уже был дьяком в Олонце, где оставался и в 1676 году. По возвращении из Олонца, в апреле 1678 года, Полков опять был в Посольском приказе, но вскоре, уже с мая, ему велено не быть в этом Приказе. Затем в этом же году Полков был дьяком в Иноземном и Рейтарском приказе. В 1679 году, может быть, ещё находясь в Иноземном приказе, Полков назначен быть в приставах с Семёном Толочановым при Польском посольстве, в том году прибывшем к государю в Москву.
В октябре 1680 года со стольником Петром Потёмкиным Полков отправлен был в посольстве в Испанию и Францию, откуда им было велено заехать в Англию на обратном пути, что они и сделали. В Лондон они прибыли 21 ноября 1681 года. Полков, вероятно, и умер в Англии, в конце ноября, а Потёмкин, 24 ноября получив аудиенцию у короля, выехал 15 февраля 1682 года, а приехал в Москву 4 августа, — уже без Полкова.